# Richard Bickenbach
Richard Bickenbach est un animateur de dessins animés américain né le 9 août 1907 en Indiana décédé le 28 juin 1994 à San Bernardino (Californie), (États-Unis).

## Filmographie partielle
- 1940 : You Ought to Be in Pictures de Friz Freleng
- 1944 : Un Chaperon rouge pot de colle (Little Red Riding Rabbit) de Friz Freleng
- 1947 : Le Concerto du chat (The Cat Concerto) de William Hanna et Joseph Barbera